# Dwoisty Kocioł

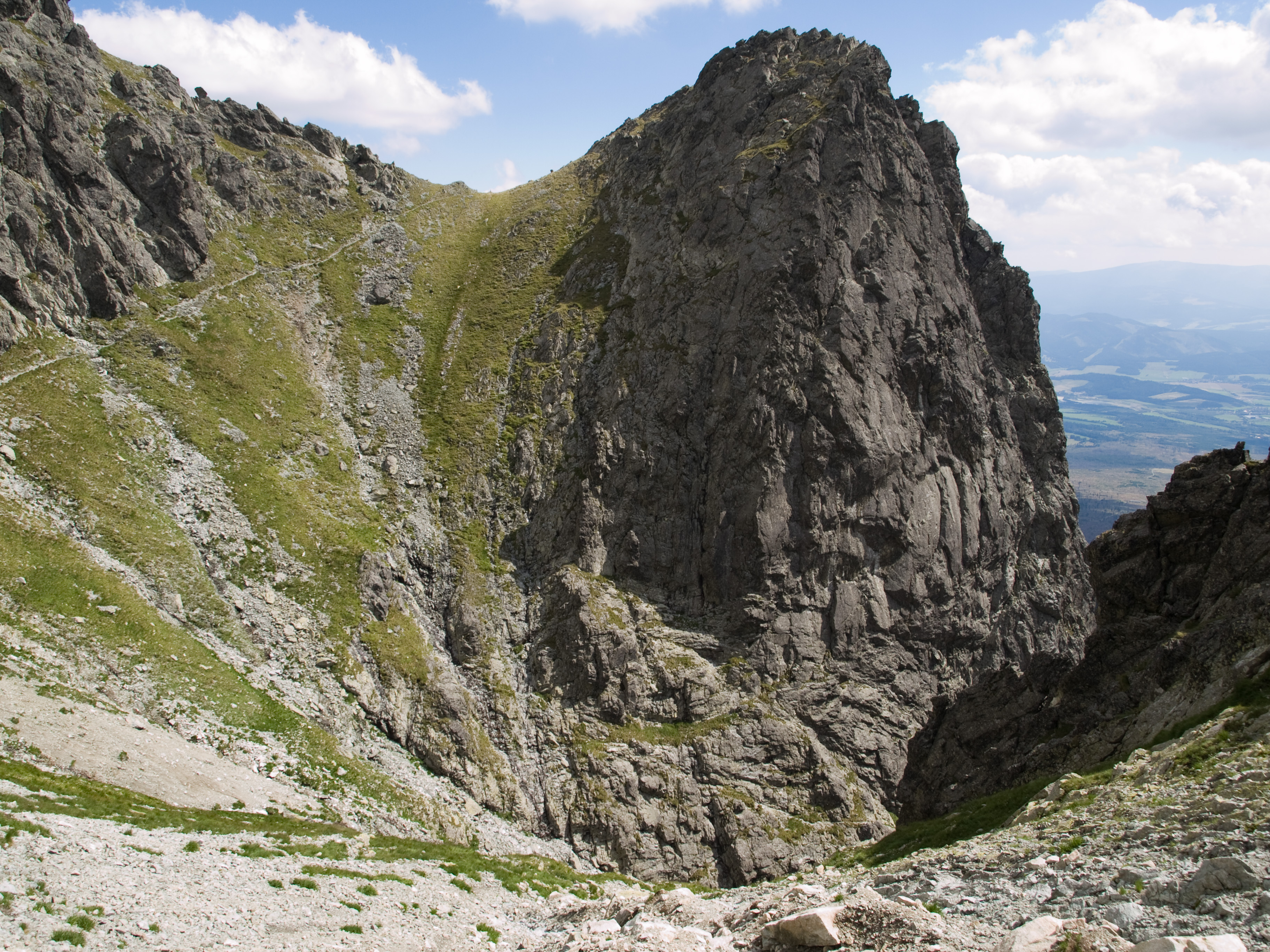
Dwoisty Kocioł oraz Dwoisty Przechód i Wielicka Baszta

Dwoisty Kocioł (słow. Dvojitý kotol) – cyrk lodowcowy w słowackich Tatrach Wysokich, znajdujący się w południowo-zachodnich stokach Granatów Wielickich, opadających w kierunku Doliny Wielickiej. Jest to pierwszy od południowego wschodu z trzech większych kotłów (pozostałe to Granacki Kocioł i Kwietnikowy Kocioł) przecinających trasę Granackiej Ławki – systemu zachodów i półek biegnących pomiędzy Granackimi Turniami a Granackimi Basztami.
Kocioł znajduje się nieopodal górnego końca głównej gałęzi Dwoistego Żlebu (Dvojitý žľab), a w jego otoczeniu znajdują się m.in. Niżnia Granacka Szczerbina i zachodnia ściana Dwoistej Turni, od której pochodzi jego nazwa. Od północy kocioł ogranicza południowa ściana Wielkiej Granackiej Turni, natomiast niżej ograniczają go Mała Granacka Baszta (od północnego zachodu) i Wielicka Baszta (od południowego wschodu). Dolna część kotła zwęża się lejowato i opada w stronę Doliny Wielickiej jako Dwoisty Żleb.
Tuż ponad Dwoistym Kotłem biegnie ścieżka ciągnąca się Granacką Ławką na odcinku łączącym Dwoisty Przechód i Niżni Granacki Przechód.
W Dwoistym Żlebie, nieco niżej, wyróżnia się jeszcze jeden kocioł lodowcowy – Mały Dwoisty Kocioł (Malý Dvojitý kotol).